# Галупове
Га́лупове — село в Україні, у Цебриківській селищній громаді Роздільнянського району Одеської області. Населення становить 0 осіб.
До 17 липня 2020 року було підпорядковане Ширяївському району, який був ліквідований.

## Населення
Згідно з переписом УРСР 1989 року чисельність наявного населення села становила 20 осіб, з яких 8 чоловіків та 12 жінок.
За переписом населення України 2001 року в селі мешкали 4 особи. 100 % населення вказало своєю рідною мовою українську мову.
На 1 січня 2020 року — 10 осіб: 2 чоловіки і 8 жінок.
За фактом в селі ніхто не проживає з початку 2010-х років.